# ボルボ F88
F88/F89は、スウェーデンの自動車メーカーであるボルボが1965年から1977年にかけて生産した大型トラックである。
現在のボルボの基礎となったモデルで、F88は世界的にヒットし、耐久性の高いキャブオーバートラックとして好評であった。

## 概要

### F88
F88のキャブは1964年に先代モデルのボルボ・タイタンティップトップ にすでに搭載されていたが、そこから再設計をしたモデルがF88である。この再設計には、新たなエンジンや8速ギアボックス、強化されたシャーシとサスペンションが含まれる。
1970年には派生モデルのG88が発売。F88との大差はないが、フロントアクスルが300 mm前方に取り付けられている。

### F89
1971年には、新たにV型12気筒エンジンを搭載したより大型のF89が発売。西ドイツが設けていた馬力の規定を満たすように設計された。このF89は1969年から開発が進められていた。ボルボは大型トラックの販売を継続させるため、より強力な新たなエンジンを開発し続け、F89はボルボ初のターボエンジンのみで販売されたトラックとなった。
搭載していたTD120エンジンは巨大で、キャブの下部に設置するには傾けて設置する必要があった。このため、右ハンドル仕様に改造することは不可能で、左側通行の国には、エンジン出力を312馬力に強化したF88で対応することになった。

## エンジン
| 型式 | 生産年  | エンジン    | 排気量   | 出力        | 種類               |
| ---- | ------- | ----------- | -------- | ----------- | ------------------ |
| F88  | 1965-77 | Volvo D100  | 9,602cc  | 200馬力     | ディーゼルエンジン |
| F88  | 1965-77 | Volvo TD100 | 9,602cc  | 260-312馬力 | ターボディーゼル   |
| F89  | 1970-77 | Volvo TD120 | 11,979cc | 330馬力     | ターボディーゼル   |

## 写真

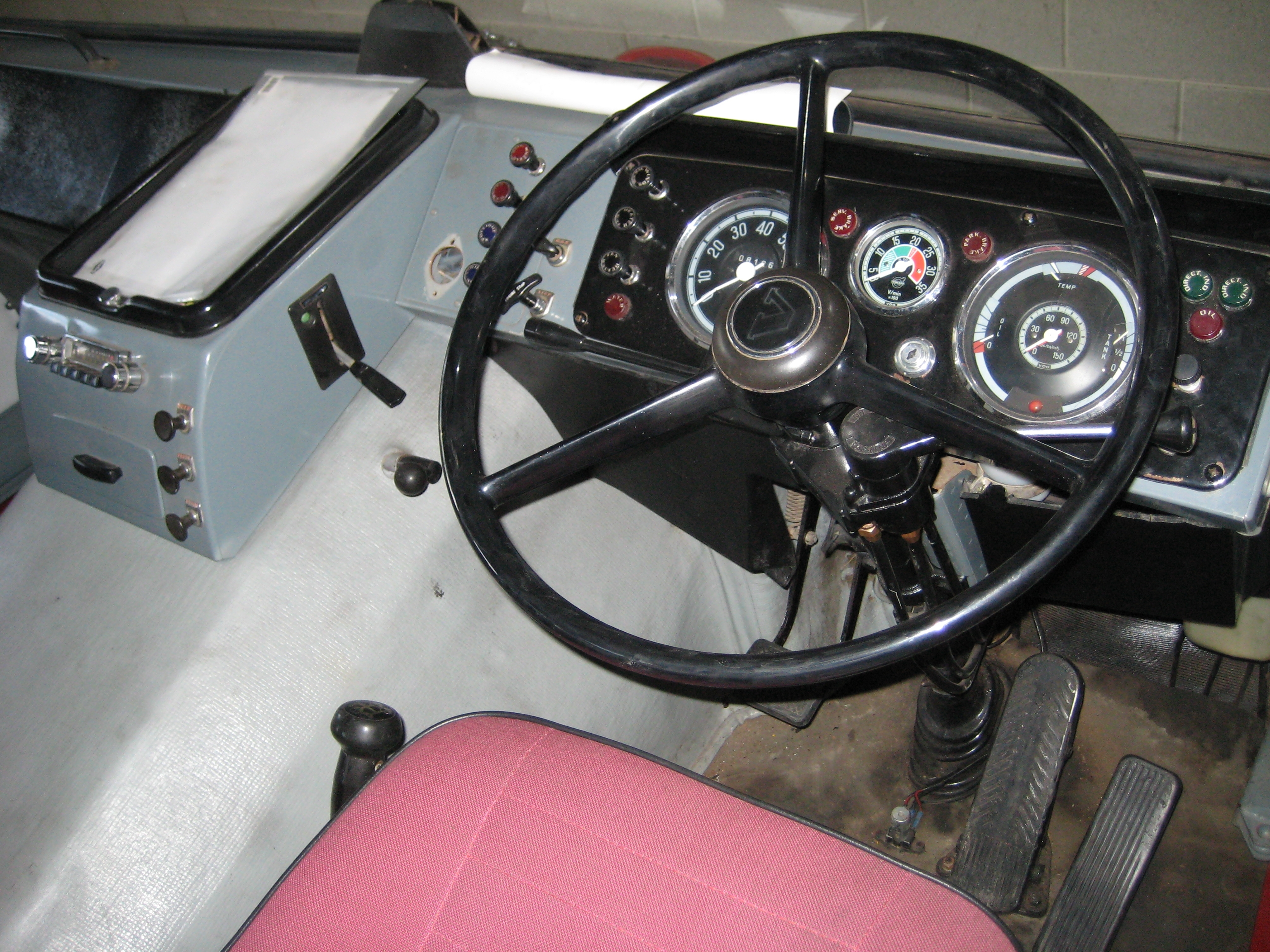
ボルボ G88 ダッシュボード
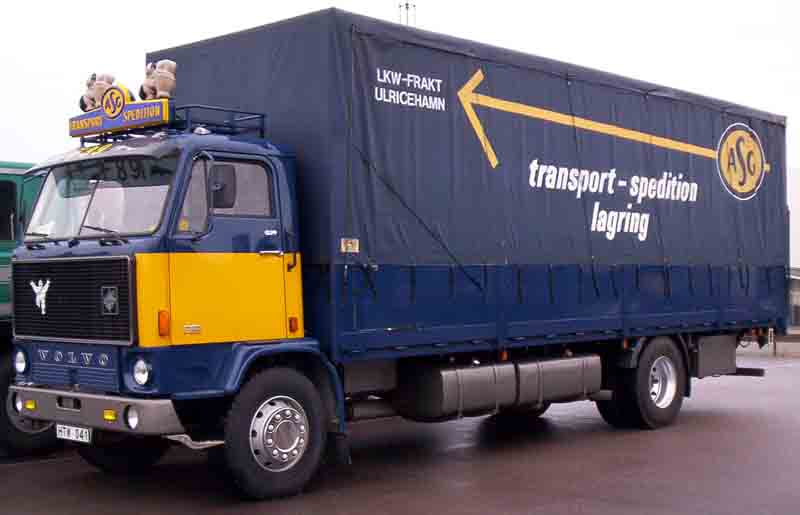
1974年 ボルボ F89